# سیارک ۹۳۳۹
سیارک ۹۳۳۹ (به انگلیسی: 9339 Kimnovak، نامگذاری:1991GT5) نه هزار و سیصد و سی و نهمین سیارک کشف شده‌است که در ۸ آوریل ۱۹۹۱ کشف شد.
قدر مطلق سیارک برابر ۲۵.۷ است.